# 幡枝八幡宮
幡枝八幡宮（はたえだはちまんぐう）は、京都府京都市左京区岩倉にある神社。創建当初は「王子山八幡宮」（おうじやまはちまんぐう）と呼ばれた。

## 由緒
社伝によれば、宇多天皇の治世の894年（寛平6年）に、新羅が日本に攻め入ろうとしているという噂が流れていた頃、幡枝（当時は「旗枝」）の地に「大地鳴動」が起こった。すると里人の間に神が現れ「皇都および人民守護のため、この地に鎮座する」との神告が下った。このことを里人が御所に知らせに行こうとしたところ、同じ夢を見て幡枝を訪れようとしていた勅使に出会った。互いにそのことを話し合い、揃って地鳴りの中心地に赴くと、山の麓に清水が湧き出しているのが見つかった。勅使はすぐに都へ帰り、このことを天皇に告げ、その山の頂上に新宮を造営し、男山より石清水八幡宮を勧請して「王子山八幡宮」と命名したとされる。王子山八幡宮は、旗枝・鉾枝・福枝の3地域の鎮守社となり、その内の「旗枝」は「八幡の枝分かれ」として「幡枝」と称するようになり、王子山八幡宮も「幡枝八幡宮」と呼ばれるようになった。また、地鳴りの中心地に湧き出ていたといわれる清泉は「石清水」と呼ばれ、およそ1000年間枯れることなく滾々と湧き続けていたが、近年の宅地開発の波に飲まれて消滅した。

## 皇室との繋がり
幡枝八幡宮は、皇室の勅願所として代々の天皇から年々の御寄付を受けた。特に後水尾天皇（上皇）の叡尊篤く、約7反歩の御神田等数々の御寄付があった。また、桃園天皇・後桜町天皇からも数々の祭具の御寄付があり、現在も例祭で用いられる菊の御紋入りの御輿・吹散・御鉾などが寄付された。なお、御社および御輿等の修復の節にも御所より御銀（金子）が下された。

## 神宝
- 御朱印：山城国愛宕郡幡枝村、王子山八幡宮に下された朱印状。有徳院をはじめ、他20通の朱印状である。これらは「三つ葉葵」の紋のついた木箱に納められているが、徳川家との関わりについては定かでない。
- 太刀「銘 肥前国近江忠吉」：四代目近江大據忠吉の造。刃渡り2尺1寸2分。元禄年間に奉納される。
- 御太刀「銘 藤原国広」：名匠「堀川国広」の造。刃渡り2尺5寸9分2厘。幡枝八幡宮に刀鍛冶の道に秀でんことを祈願して、日々参拝していた国広が、大願達成の奉賽として、石清水の清泉を用いて、神前において一振りの太刀を鍛え、それを奉納したもの。後に後水尾天皇がこのことをお聞きになり、叡覧したいから宮中に持参するよう御指示があった。神主らが捧持したところ、暫く宮中に留め置かれた。その後、黄金作の拵を御造りになり、唐子模様の御太刀袋に納めて再び八幡宮に御寄付された。現在は東京国立博物館に委託保存されている。[1]
- 伝 足利義満奉納「無銘 鐔」：足利義満が幡枝八幡宮に奉納したと伝えられる「鐔」。上下に摩利支天の使いと称される猪を、左右には「南無」「八幡」の文字を地透かしに表したもの。南北朝時代の作と思われる。明治時代初期に逸失し、現在幡枝八幡宮にはない。[2]

## 摂末社

### 摂社
- 貴船神社 - 高龗神　＜節句祭＞10月9日

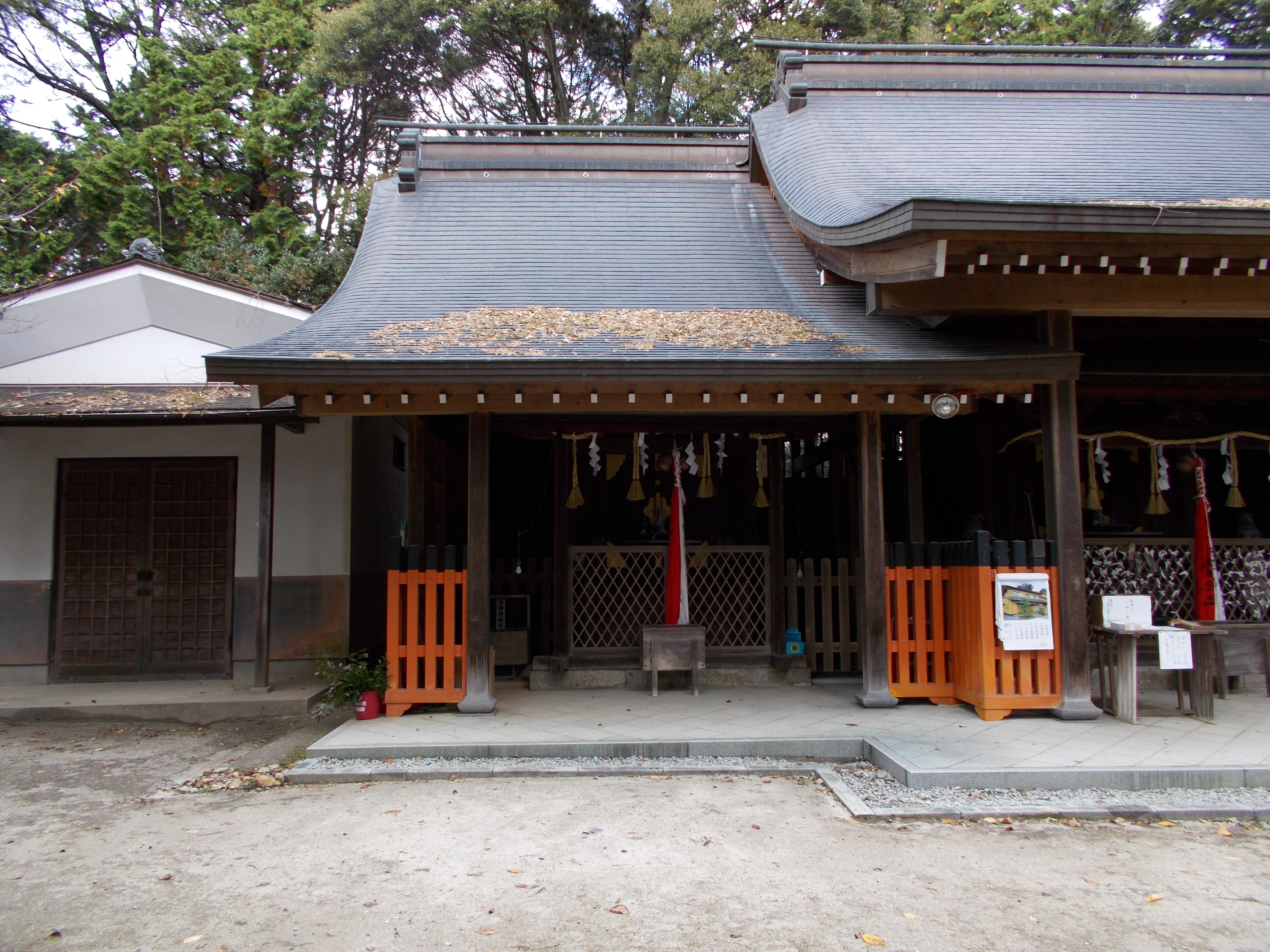
貴船神社 社殿

### 末社

#### 末社十社
- 若宮社 - 天押雲命
- 皇大神宮 - 天照大神
- 春日神社 - 武甕槌命・経津主命・天児屋根命・比売神
- 厄神社 - 禍津日神
- 野々宮社 - 天照大神
- 愛宕社 - 火産霊命・伊邪那岐命

＜御初講＞10月15日（愛宕・野々宮両社の神前にて）
- 上高良社 - 武内宿禰
- 下高良社 - 武内宿禰
- 琴比羅社 - 大物主命
- 多賀社 - 伊邪那岐命

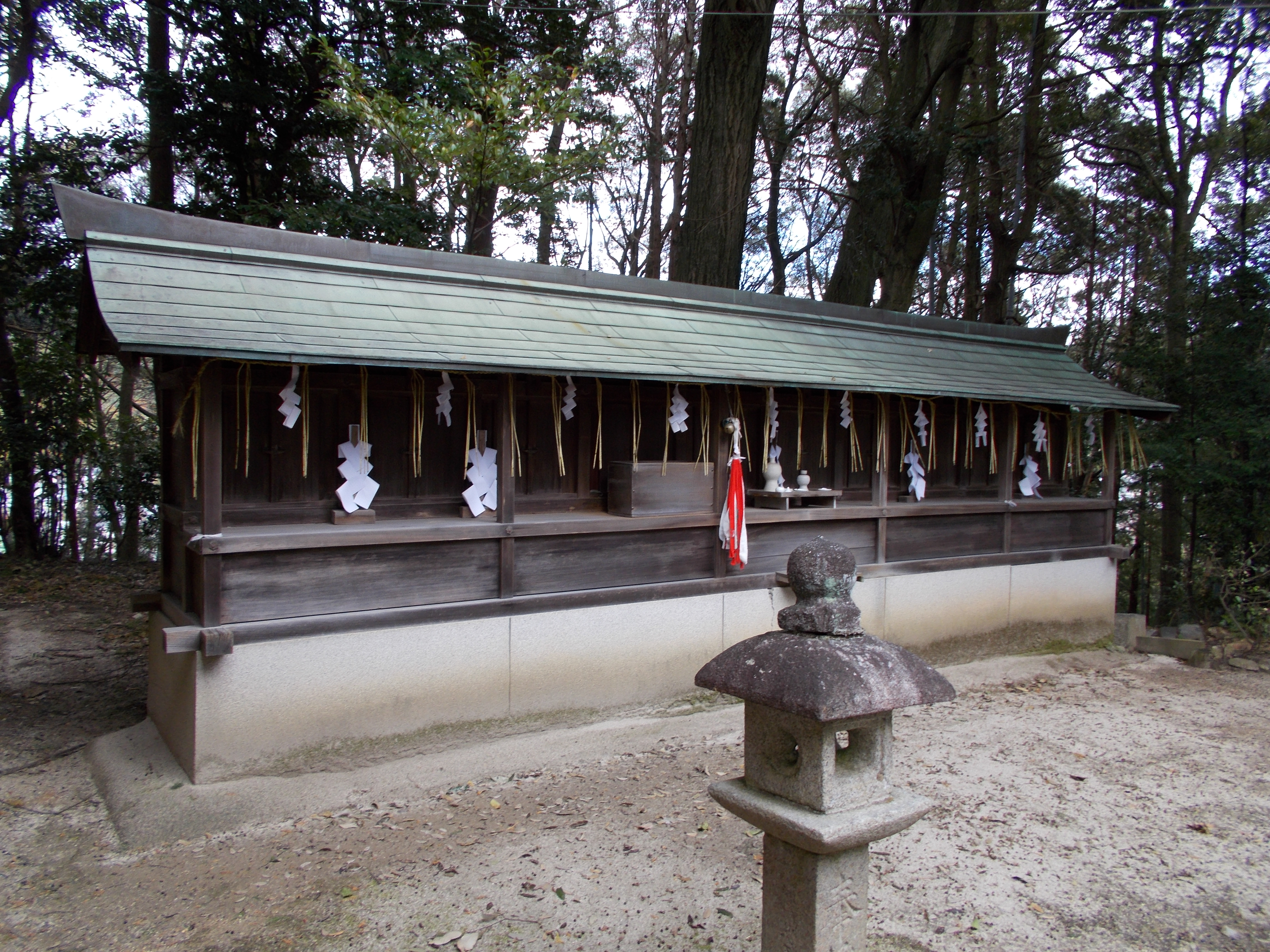
末社十社(左から若宮八幡宮・皇大神宮・春日社・厄神社・野々宮社・愛宕社・上高良社・下高良社・琴比羅社・多賀社)

#### 末社四社
- 稲荷社 - 猿田彦命・大宮女命・倉稲魂神
- 天満宮 - 菅原道真
- 宇賀大社 - 宇賀能売命
- 白山社 - 菊理媛命・伊邪那岐命・伊邪那美命

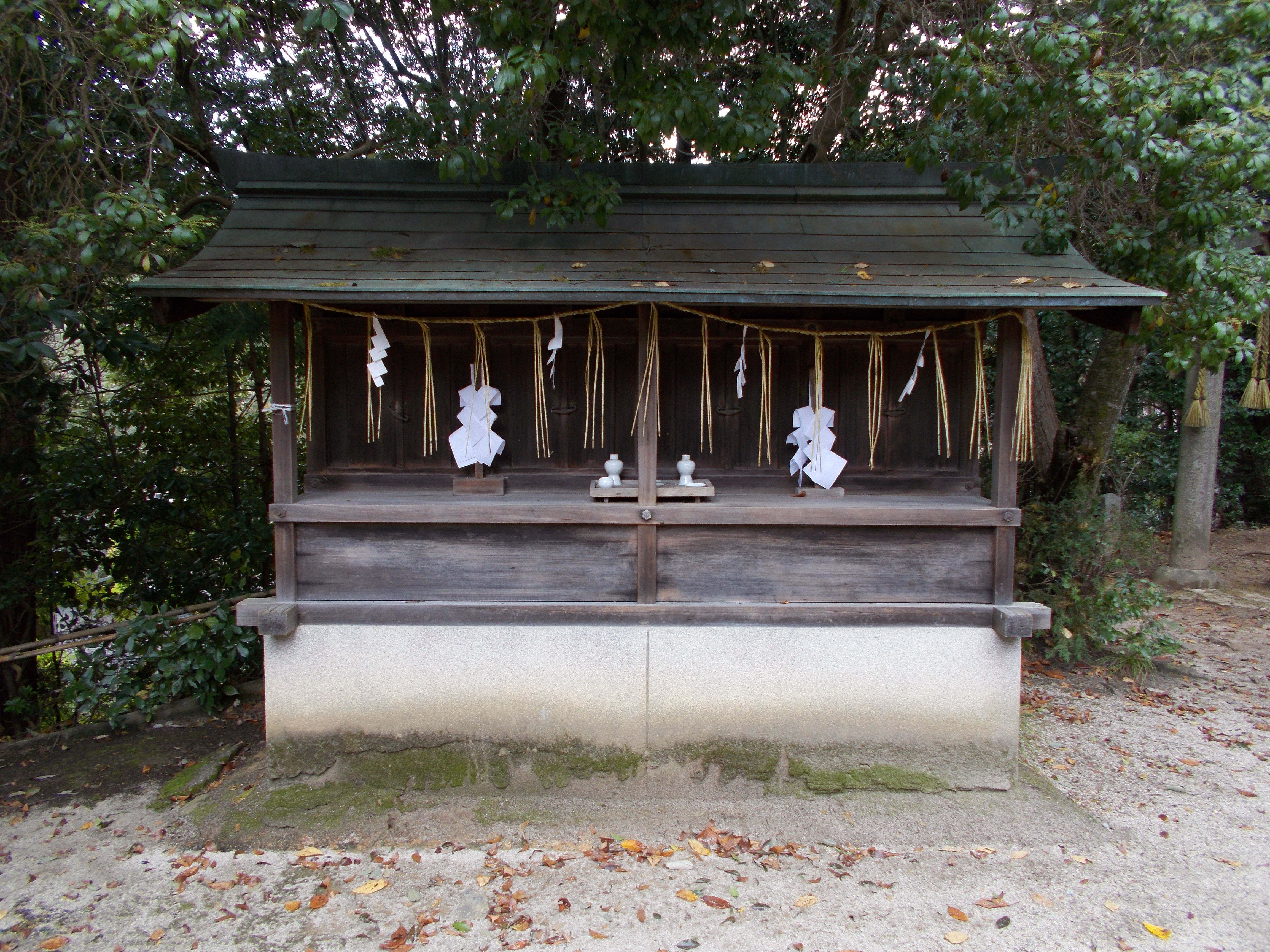
末社四社 (左より稲荷社・天満宮社・宇賀社・白山社)

#### 針神社

##### 祭神

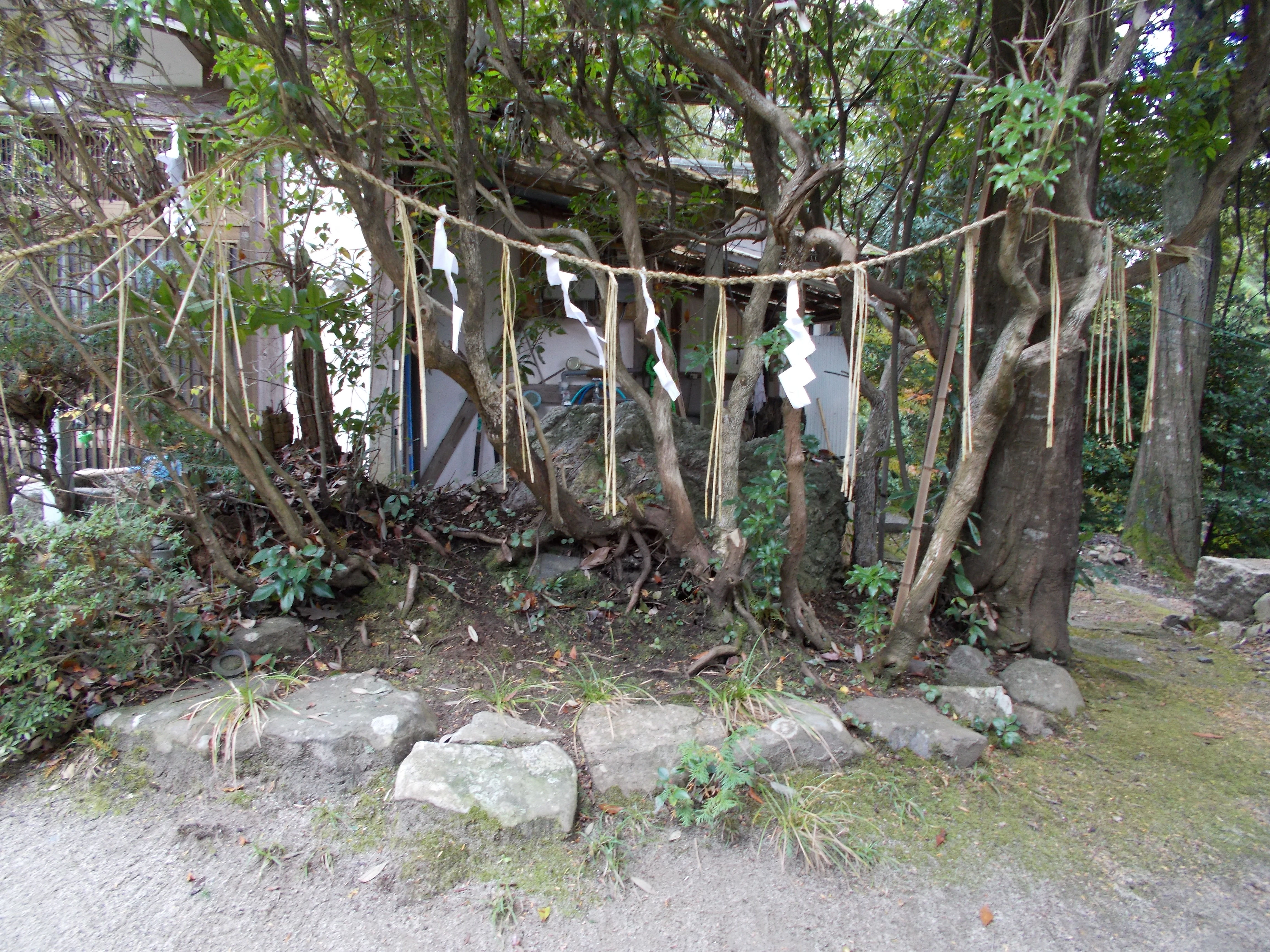
岩上社 磐座

- 金山比古命[† 1]
- 天麻袮命[† 2]
- 大牟須毘命[† 3]

##### 年中行事
- 例祭 - 4月15日(近年は7月第1日曜日に変更されるなど、一定していない。)
- 針供養 - 12月8日

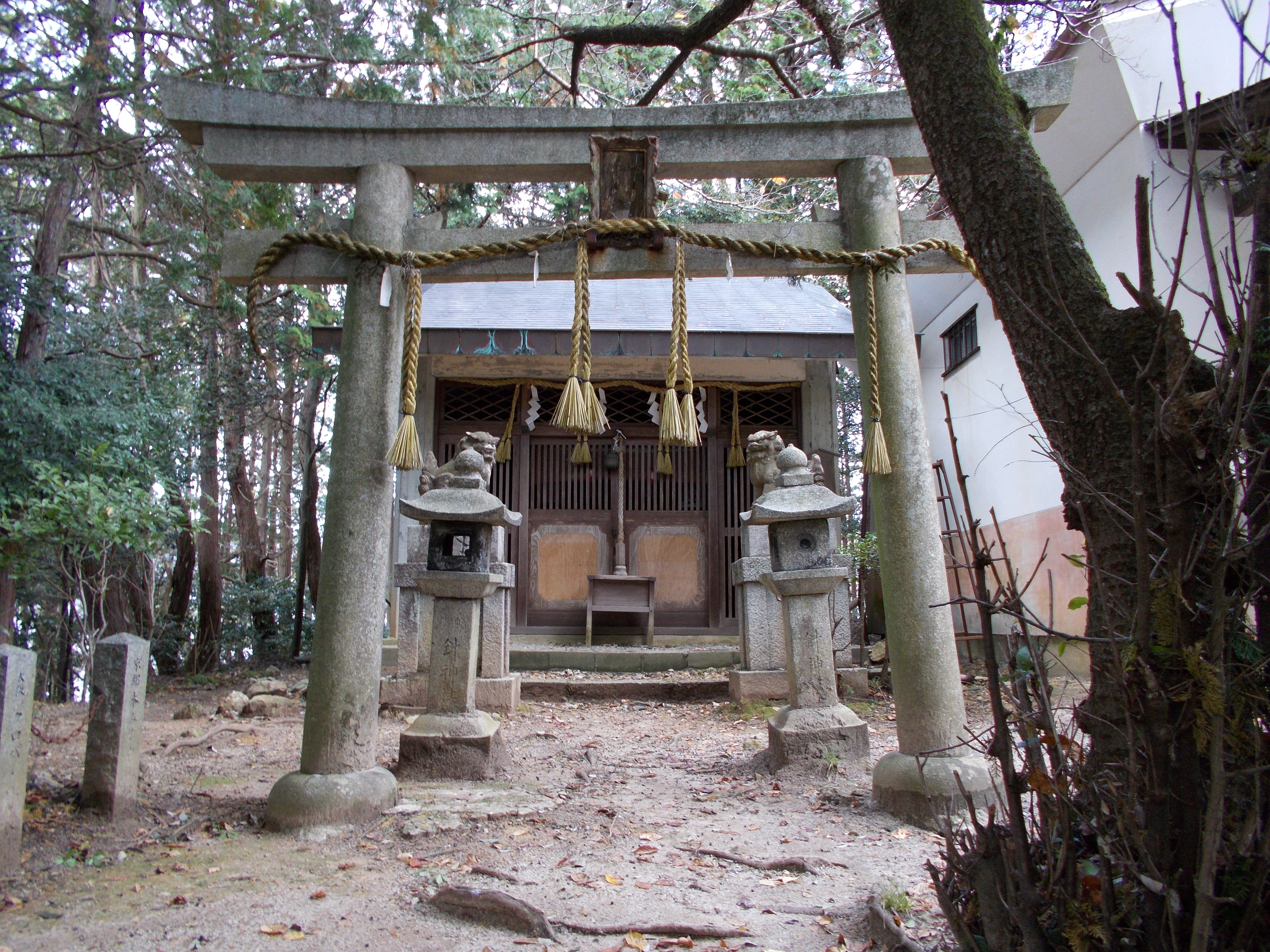
針神社 二の鳥居

##### 概要
古地図によると、かつては現在の幡枝八幡宮の二の鳥居の北西の境内に鎮座していた。当時は他の末社と同じく竪1尺5寸・横2尺5寸ほどの小祠であったという。しかし明治12年(1879年)に現在の位置に遷座し、針商の針神社信仰者9名からの申し出により、間口2間・奥行2間半・高さ8尺の瓦葺鞘(上家)が増築された。現在の社殿は昭和46年(1971年)4月に改築されたものである。
創建については諸説あり、明確ではないが、もと京都御所にあったものを幡枝に移したといわれる。また、江戸時代、幡枝に下屋敷を構えていた綾小路家の息女が朝廷の女官であった関係上、屋敷内に安置されていた針神社を、当地へ遷座し再建したものとも伝えられている。

#### 岩上社

##### 祭神
- 生土神

- 岩上社 磐座

##### 概要
岩上社の御神体は磐座である。祭神は、山の神及び水の神（農耕神）であり、八幡宮の創建以前から祀られる「生土神」である。また、八幡宮の鎮座する「八幡山」(はたやま)は円錐形で、古来より神奈備山であったことが窺われる。

## 境内

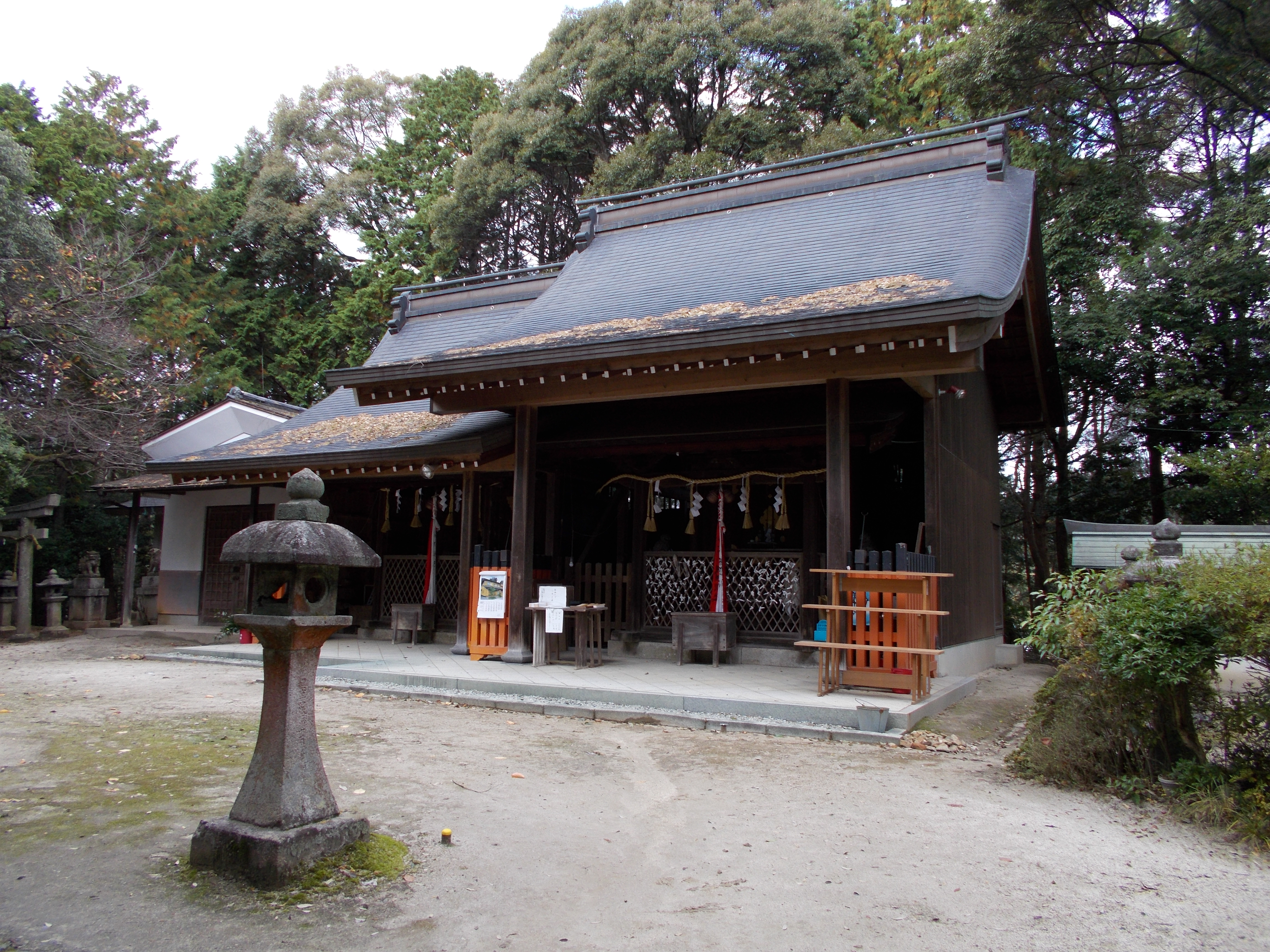
幡枝八幡宮 境内
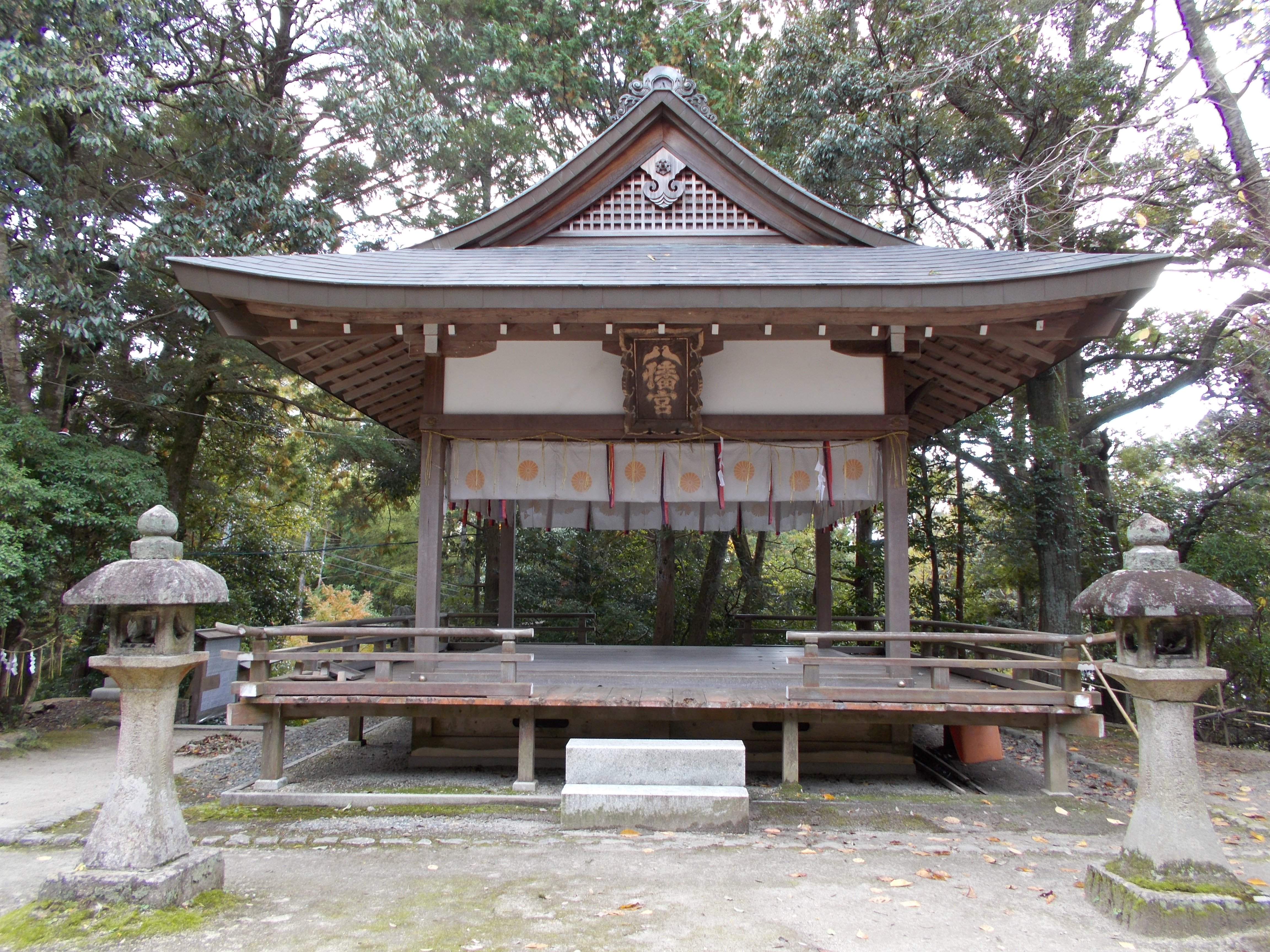
幡枝八幡宮 拝殿
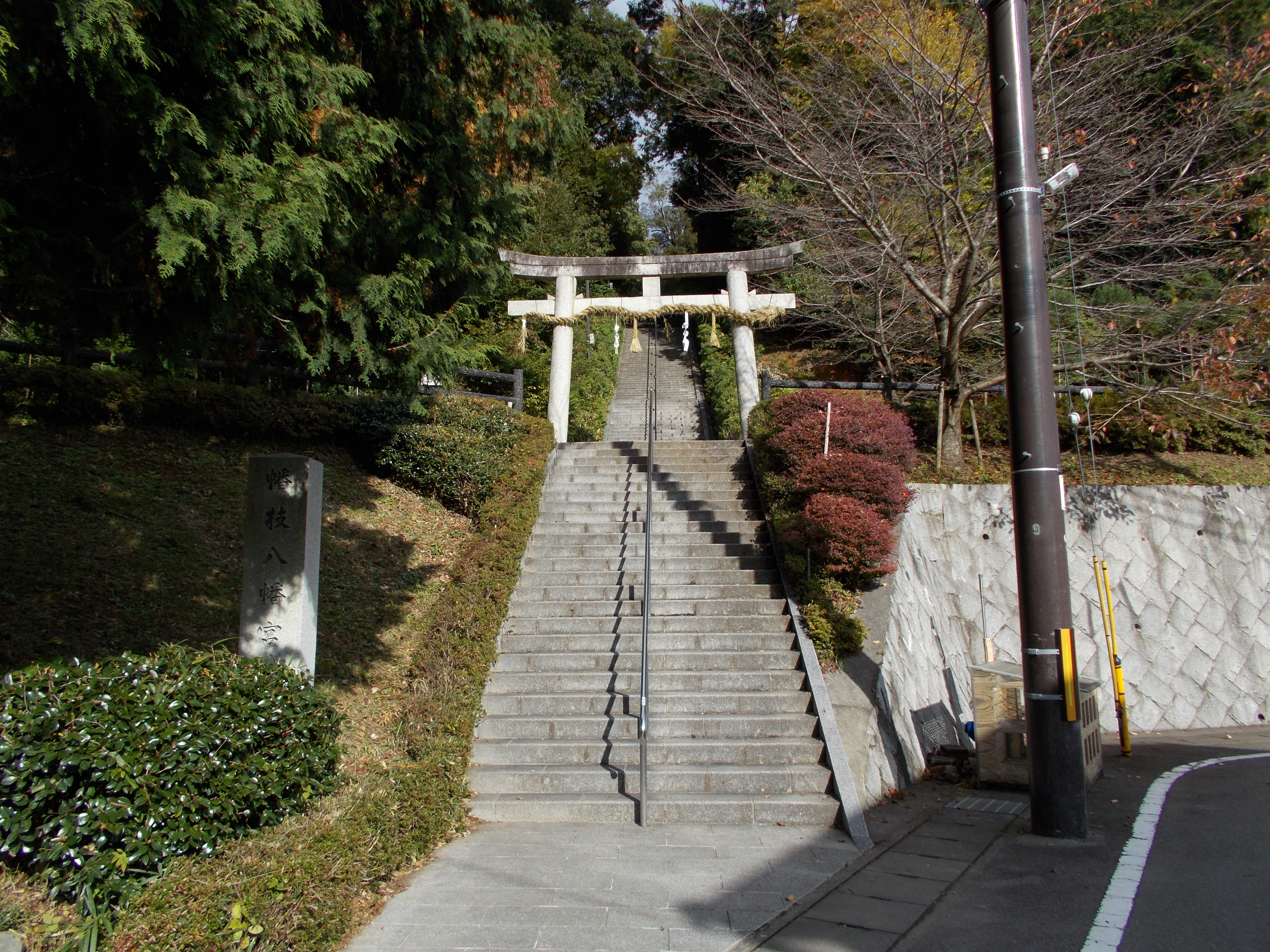
幡枝八幡宮 一の鳥居